# Ecquevilly
Ecquevilly [ɛkviji] est une commune française située dans le département des Yvelines en région Île-de-France.
Proche d'Orgeval et desservie notamment par les autoroutes A13 et A14, cette ville est un ancien bourg rural qui a connu une forte urbanisation depuis les années 1960, notamment avec l'implantation d'une usine Renault sur la commune voisine de Flins-sur-Seine.
Ses habitants sont appelés les Ecquevillois.

## Géographie

### Localisation
Située dans le nord du département des Yvelines, la commune d'Ecquevilly se trouve dans la vallée de la Seine, immédiatement au sud de l'agglomération de Meulan-Les Mureaux, à environ 20 kilomètres à l'est de Mantes-la-Jolie, chef-lieu d'arrondissement, et à 30 kilomètres au nord-ouest de Versailles, préfecture du département.
Les communes limitrophes sont Chapet et Morainvilliers à l'est, Bazemont et Les Alluets-le-Roi au sud, Les Mureaux au nord et Bouafle à l'ouest.
Son territoire, relativement étendu, occupe 1 127 hectares (chiffre supérieur à la moyenne des Yvelines qui est de 872 hectares). Il s'étend sur le versant sud de la vallée de la Seine, sur environ cinq kilomètres du nord au sud et 4,5 kilomètres d'est en ouest. Le relief est marqué par une pente régulière, modelée par de nombreux vallons, du sud vers le nord depuis les hauteurs de la forêt des Alluets, culminant à 178 mètres d'altitude, jusqu'à la terrasse alluviale, à l'entrée des Mureaux à environ 35 mètres d'altitude.

### Hydrographie
La commune est traversée, selon une direction approximativement sud-nord, par le ru d'Orgeval, ruisseau de seize kilomètres de long, qui longe plus ou moins la limite communale avec Chapet.

### Climat
Pour des articles plus généraux, voir Climat de l'Île-de-France et Climat des Yvelines.
En 2010, le climat de la commune est de type climat océanique dégradé des plaines du Centre et du Nord, selon une étude du CNRS s'appuyant sur une série de données couvrant la période 1971-2000. En 2020, Météo-France publie une typologie des climats de la France métropolitaine dans laquelle la commune est exposée à un climat océanique et est dans la région climatique  Sud-ouest du bassin Parisien, caractérisée par une faible pluviométrie, notamment au printemps (120 à 150 mm) et un hiver froid (3,5 °C).
Pour la période 1971-2000, la température annuelle moyenne est de 11,2 °C, avec une amplitude thermique annuelle de 14,4 °C. Le cumul annuel moyen de précipitations est de 678 mm, avec 10,8 jours de précipitations en janvier et 7,8 jours en juillet. Pour la période 1991-2020, la température moyenne annuelle observée sur la station météorologique la plus proche, située sur la commune de Maule à 6 km à vol d'oiseau, est de 11,8 °C et le cumul annuel moyen de précipitations est de 677,0 mm,. Pour l'avenir, les paramètres climatiques de la commune estimés pour 2050 selon différents scénarios d'émission de gaz à effet de serre sont consultables sur un site dédié publié par Météo-France en novembre 2022.

### Occupation du territoire
| Type d'occupation           | Pourcentage | Superficie (en hectares) |
| --------------------------- | ----------- | ------------------------ |
| Espace urbain construit     | 11 %        | 122,87                   |
| Espace urbain non construit | 3 %         | 30,13                    |
| Espace rural                | 86 %        | 980,29                   |

Le territoire de la commune est essentiellement rural (86 %), l'espace urbain construit représentant 11 % du total, soit 1 213 hectares, dont 20 affectés aux zones d'activités.
L'espace habité se concentre dans le village, à l'exception de quelques fermes : le Rouloir située plus au nord, la Muette à l'est, les Préaux et Romainville au sud. L'urbanisation s'est développée vers l'ouest et le nord, à partir du noyau ancien établi le long de la route de Quarante-Sous (ex-nationale 13).
L'habitat est très majoritairement composé de maisons individuelles anciennes ou plus récentes, dans des lotissements, cependant un ensemble d'immeubles collectifs occupe environ quatre hectares à l'entrée est du village.
Les activités économiques se répartissent d'une part dans la pointe nord de la commune, à l'entrée des Mureaux, et d'autre part dans une zone industrielle implantée en contrebas du village dans la vallée du ru d'Orgeval.
L'espace rural se partage entre des terres agricoles (grandes cultures, vergers, maraîchage) pour les deux tiers environ, et des surfaces boisées pour le tiers restant. Les bois sont concentrés dans le sud du territoire communal, et appartiennent pour l'essentiel à la forêt des Alluets.

### Voies de communication et transports

#### Infrastructures routières
Sur le plan routier, la commune est desservie par la départementale no 113, anciennement connue sous le nom de « route de Quarante-Sous ». Il s'agit d'un tronçon déclassé de la route nationale 13 Paris-Caen-Cherbourg qui traverse le centre de la commune dans le sens sud-est - nord-ouest. Cette route a été déviée et évite le centre du village. Elle est doublée au nord-est par l'autoroute de Normandie (A13, tronçon ouvert en 1966) accessible par deux demi-échangeurs situés dans les communes voisines de Chapet et de Bouafle (sortie A13 - No 8).
Dans le sens nord-sud, la route départementale 43 se débranche de la RD 113 à l'entrée est du village (rond-point) et se dirige vers Les Mureaux, franchissant l'autoroute A13 à la limite nord de la commune. Diverses routes appartenant à la voirie communale relient Ecquevilly aux communes voisines.

#### Infrastructures ferroviaires
La commune n'est plus desservie par le chemin de fer. La gare la plus proche est celle des Mureaux, située à cinq kilomètres au nord du village.
Un projet à long terme de « liaison rapide Normandie-Val de Seine » prévoit la création d'une ligne nouvelle entre Épône et Achères qui se débrancherait à l'est de la gare d'Épône-Mézières pour s'inscrire au sud de la ligne actuelle dans le couloir de l'autoroute A13, traversant donc la pointe nord de la commune d'Ecquevilly.

#### Autres
Un sentier de grande randonnée, le GR 26, dont le tracé relie Paris à Deauville, traverse la commune dans sa partie sud, dans la forêt des Alluets.

#### Transports en commun
La commune d'Ecquevilly est desservie par :
- Les lignes 11, 70, 71, 73, 95, 100 et X419 du Réseau de bus de Poissy - Les Mureaux ;
- La ligne 34 du Réseau de bus du Mantois.

Ces 8 lignes relient la ville, aux communes d'Hardricourt, Les Mureaux, Montigny-le-Bretonneux, Plaisir, Poissy, Saint-Germain-en-Laye, Versailles...

## Urbanisme

### Typologie
Au 1er janvier 2024, Ecquevilly est catégorisée ceinture urbaine, selon la nouvelle grille communale de densité à sept niveaux définie par l'Insee en 2022.
Elle appartient à l'unité urbaine d'Ecquevilly, une unité urbaine monocommunale constituant une ville isolée,. Par ailleurs la commune fait partie de l'aire d'attraction de Paris, dont elle est une commune de la couronne,. Cette aire regroupe 1 929 communes,.

## Toponymie
Le nom de la localité est attesté sous les formes Frauxini parrochia, Fresnes au XIIIe siècle.
Le village s'est appelé Fresnes, (de fraxina, « frênes »), jusqu'au XVIIIe siècle avant de prendre le nom d'« Ecquevilly » en 1724. Il reste de cette époque le lieu-dit « la Mare de Fresnes » au hameau de Brezolles, sur le côté de Chapet.
Cette terre fut appelée Ecquevilly lorsqu’elle fut érigée en marquisat au profit d’Auguste Louis Hennequin d'Ecquevilly, seigneur d’Ecuvilly (dans l’Oise).

## Histoire

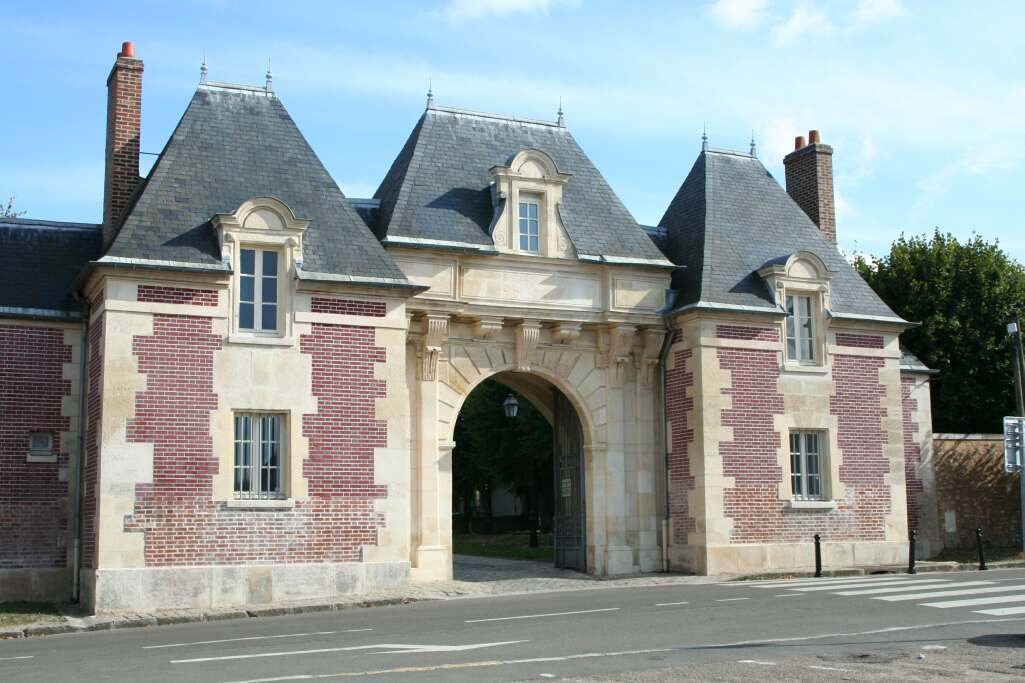
Châtelet d'entrée à la cour d'honneur du château de François d'O (XVIe siècle). Aujourd'hui pavillon d'entrée du parc de la mairie.

### Les origines
Ecquevilly a de lointaines origines, on a retrouvé dans son sol de nombreux objets datant de la préhistoire, de l'époque gallo-romaine jusqu'à l'époque mérovingienne.

### Les seigneurs d'Ecquevilly
Du XIe siècle, date des plus anciens documents se rapportant à la « châtellenie de Fresnes », jusqu’à la Révolution française en 1789, quatre familles se sont succédé à la tête de ce fief :
- la famille de Neauphle-le-Château,
- la famille de Poissy,
- la famille d’O,
- la famille Hennequin.

#### La famille de Neauphle-le-Château
Le nom de Fresnes (ancienne appellation d'Ecquevilly) apparaît dans un acte de l'an 1058. Le comte de Meulan y fait donation au monastère de Jumièges des terres sur lesquelles s'édifiera le village. Cette charte est signée par Hugues II, comte de Meulan assisté par Richard de Neauphle et le fils de ce dernier, Robert, seigneur de Fresne, Aubergenville, Chapet.
Robert est le premier seigneur à établir sa résidence à Fresne. Son château, situé au lieudit la Basse Cour consiste en une tour carrée avec douves, fossés et murailles de défense en pierre. Des souterrains relient ces bâtiments à la campagne environnante ; d’après certains anciens ils allaient jusqu’à la ferme de la Muette et la Maladrerie des Mureaux. Robert de Fresnes meurt en laissant son héritage à son fils aîné Hugues dit le Roux, baron de Fresnes, qui laisse à une parente proche (Sa fille, sœur, petite-fille ?), Jacqueline, qui épouse Guaszon III de Chaumont-(Quitry) de Poissy († vers 1141/47) auquel elle apporte en dot la terre de Fresnes.

#### La famille de Poissy (issue desChaumont-Quitry)
Le nouveau seigneur, Guaszon (aussi appelé Guasce, Gasce, Gaston dans certains écrits), est le fils de Gaston II de Chaumont, connétable de France, et de Sanceline/Cécile de Poissy, dame de Maisons-sur-Seine, issue des sires de Poissy, Maisons et Septeuil. Leur fils Guaszon IV est le père de Guaszon V, mort en 1189 et enterré dans l’abbaye d’Abbecourt à Orgeval, qu’il a fait construire en 1180, et dont l'église est consacrée en 1191 par Thomas Becket, archevêque de Canterbury réfugié en France pour fuir les persécutions du roi d’Angleterre Henri II.
En 1189, à la mort de Guaszon, son fils cadet, Robert II de Poissy († avant 1220) a en partage la terre de Fresne(s) et Maisons.
En 1231, Robert III, fils puîné de Robert II, hérite de la terre de Fresnes, et en 1234 il accorde « le cours de l’eau » du ru du Goncin (actuellement ru d’Orgeval) aux chanoines de Poissy, aux religieux de Saint-Nicaise et aux lépreux de Comtesse. À cette époque, le ru est très poissonneux, en particulier en raison de l’étang de Fresnes qu’il traverse. En 1242, Robert est convoqué par le roi Louis IX de France pour combattre le comte de la Marche révolté et soutenu par le roi d’Angleterre Henry III ; il meurt dans cette expédition.
Deux fils de Robert III deviennent sires de Fresne : l'aîné Guillaume († vers 1270) et le cadet Robert IV (mort vers 1265), et c’est le petit-fils de ce dernier, Jehan, fils de Robert (V) († vers 1265/72), qui lui succède. Jehan († vers 1317) n’a pas de descendant mâle, sa fille Mathilde (Mahaut), son unique héritière, épouse un chevalier nommé Jehan Le Baveux de Garencières, fils de Guy Le Baveux de Garencières baron de Tillières, ami du roi Charles V de France qui le retient en 1369 pour service royal sous le commandement du duc de Bourgogne (frère du roi) ; ce Jean Le Baveux, dit aussi Hutin, est seigneur du Baillet et Franconville par usufruit sur le duc de Bourbon, de Maillebois par achat et/ou alliance, et de Chagny par acquisition.
Après Mathilde et Jehan, deux enfants se partagent la succession : leur fils Guy le Baveux, chambellan du duc de Bourgogne, reçoit Bazemont ; la fille de Jean Hutin, Jeanne de Garencières dite « La Baveuse », reçoit la terre de Fresne(s) en quelque sorte à deux titres,, et elle prend pour époux Robert d’O, sénéchal du comté d’Eu.

#### La famille d’O
Jeanne la Baveuse en épousant Robert d’O, sixième du nom, apporte la terre de Fresne(s) à la famille d’O, maison de Basse-Normandie remontant au XIe siècle (voir château d'Ô (Orne)). Ce chevalier est tué le en 1415 à la bataille d'Azincourt. Son fils Robert VII, échanson du duc de Bourbon hérite de sa mère Jeanne la Baveuse du fief de Fresnes.
Robert VII meurt en 1447 sans descendance mâle. Son héritage revient à son gendre, Jean dit le Sénéchal, qui prend alors le nom et le blason de la maison d’O. Fresnes est transmis à son fils, Jean II, vers 1480. Quand le seigneur meurt, il est remplacé par son fils Charles 1er.
En 1528, il cède son patrimoine à son propre fils Étienne d’O qui lègue son héritage à son neveu Charles d’O, deuxième du nom, seigneur de Bazemont, et la terre de Fresnes revient à Jean. Celui-ci, Jean d’O, troisième du nom, capitaine de la garde écossaise du roi de France, a six enfants dont l’aîné François devient seigneur de Fresnes.
Au mois d’août 1594, François d'O meurt. La famille d’O vend la baronnie de Fresnes.

#### La famille Hennequin
Le 15 septembre 1607, la dame Jeanne Brûlart, veuve de Pierre Hennequin, devient propriétaire du domaine de Fresnes par décret du Châtelet de Paris. La famille Hennequin va pendant près de deux siècles, jusqu’à la Révolution, régner sur Fresnes, qui durant cette période devient Ecquevilly. En 1642 la famille Hennequin acquiert la charge royale de capitaine général des Toiles, Pavillons des chasses royales aux sangliers, faisant ainsi partie de la Maison du Roi.
Pierre Hennequin lègue par testament daté du 6 février 1660 sa terre de Fresnes à son neveu Nicolas Hennequin marié à Anne Sarus, dame des Roulloirs. Nicolas meurt le 31 octobre 1672. Son fils André, vulgairement appelé « le Vautrait » devient à son tour seigneur de Fresnes.
À la suite d'une tumultueuse affaire matrimoniale et pour échapper à la réprobation générale, le sieur André Hennequin, possesseur du fief de Fresnes, sollicite du roi Louis XIV l'autorisation de substituer à ce nom celui d'Ecquevilly, nom que porte déjà une autre de ses terres dans l'actuel département de l'Oise, ce que le roi refuse.
En 1724, Auguste Louis Hennequin (1717, 1794) fils du précédent, obtient du roi Louis XV les lettres patentes érigeant en marquisat d'Ecquevilly les terres, seigneurie, châtellenie de Fresnes, Bouafle, Morainvilliers, Chapet et dépendances. Au XVIIIe siècle la famille Hennequin possède, outre le château de Fresnes, deux hôtels particuliers, somptueuses résidences situées, l'une rue de Turenne à Paris, dans le quartier du Marais, l'autre à Versailles rue des Réservoirs, voisin de l'hôtel de Louvois, à environ 150 mètres du château de Versailles.
En 1790 le château de Fresnes-Ecquevilly est abandonné par la famille Hennequin, laquelle a en partie émigré. Le château est pillé et peu à peu ruiné, les matériaux servent pour les maisons des paysans. Les biens de la famille Hennequin sont confisqués, l’actif successoral fait l’objet d’un inventaire le 15 messidor de l’an III.
Le marquis Armand Hennequin rentre en France sous la Restauration. Quoique ne possédant plus Ecquevilly, il est néanmoins autorisé par le roi Louis XVIII, en 1821, à conserver le titre de marquis d’Ecquevilly. Les sépultures familiales ayant été violées, la famille Hennequin vend les biens qui lui restent et quitte Ecquevilly.

### Époque post-révolutionnaire
De par un long passé agricole, comme en témoignent encore quelques grandes fermes, et une vocation commerçante en raison de sa situation sur la route de Paris à Rouen, le village se développe peu à peu.
Le 29 janvier 2020, le vidéaste Mickael Philetas (d) assassine son ex-compagne à Ecquevilly,.

## Politique et administration

### Liste des maires
| Période        | Période        | Identité                                 | Étiquette | Qualité                                                                  |
| -------------- | -------------- | ---------------------------------------- | --------- | ------------------------------------------------------------------------ |
| 1792           | An II (1793)   | Etienne Lésine                           |           | Maçon                                                                    |
| An II (1793)   | An IV (1795)   | Jacques Gabriel Dufour                   |           |                                                                          |
| An IV (1795)   | An VII (1798)  | Suppression des maires par la Convention |           |                                                                          |
| An VII (1798)  | An VIII (1799) | Etienne Lésine                           |           | Maçon                                                                    |
| An VIII (1799) | 1816           | Jean Baptiste Bruneau                    |           | Fermier à la "Basse-Cour"                                                |
| 1816           | 1820           | Pierre François Baudouin                 |           | Propriétaire                                                             |
| 1820           | 1831           | François Alexis Beuzeville               |           | Fermier à la ferme de "la Muette Vérigny"                                |
| 1831           | 1848           | Jean Baptiste Purget                     |           | Fermier de Romainville                                                   |
| 1848           | 1852           | Jean Baptiste Purget                     |           | Fermier de Romainville                                                   |
| 1852           | 1860           | Jean Baptiste Purget                     |           | Rentier, ancien fermier de Romainville                                   |
| 1860           | 1884           | Alphonse Beuzeville                      |           | Fermier à "la Muette"                                                    |
| 1884           | 1901           | Alphonse Léon Beuzeville                 |           | Fermier à "la Muette"                                                    |
| 1901           | 1908           | Louis Tréhot                             |           | Fermier à la "Basse-Cour"                                                |
| 1908           | 1912           | Alphonse Léon Beuzeville                 |           | Rentier                                                                  |
| 1912           | 1919           | Antoine Alexandre Hamot                  |           | Rentier                                                                  |
| 1919           | 1921           | Louis Tréhot                             |           | Fermier à la "Basse-Cour"                                                |
| 1921           | 1924           | Emile Fontaine                           |           | Cultivateur                                                              |
| 1924           | 1926           | Paul Vallée                              |           | Cultivateur                                                              |
| 1926           | 1929           | Edouard Arnoult                          |           | Cultivateur                                                              |
| 1929           | 1944           | Edouard Thévenot                         |           | Buraliste                                                                |
| 1944           | 1958           | Léon Paul Bellant                        |           | Cultivateur                                                              |
| 1958           | mars 1971      | René Tavernier                           |           | Plombier couvreur                                                        |
| mars 1971      | mars 1977      | Guy Tesson                               |           | Expert automobile                                                        |
| mars 1977      | mars 2001      | Léon Herz                                | DVD       | Kinésithérapeute                                                         |
| mars 2001      | mars 2014      | Guy Jeanne                               | DVD       | Ingénieur automobile                                                     |
| mars 2014      | mars 2020      | Anke Fernandes                           | SE-DVG    | Couturière                                                               |
| mars 2020      | En cours       | Marc Herz                                | DVD       | Kinésithérapeute retraité Conseiller départemental des Mureaux (2021 → ) |

### Intercommunalité
La commune fait partie de la communauté urbaine Grand Paris Seine et Oise.

### Instances administratives et judiciaires
La commune d'Ecquevilly appartient au canton d'Aubergenville.
Elle est aussi incluse dans le territoire de l'opération d'intérêt national Seine-Aval.
Sur le plan électoral, la commune est rattachée à la neuvième circonscription des Yvelines, circonscription à dominante rurale du nord-ouest des Yvelines.
Sur le plan judiciaire, Ecquevilly fait partie de la juridiction d’instance de Mantes-la-Jolie et, comme toutes les communes des Yvelines, dépend du tribunal de grande instance ainsi que de tribunal de commerce sis à Versailles,.

## Population et société

### Démographie

#### Évolution démographique
L'évolution du nombre d'habitants est connue à travers les recensements de la population effectués dans la commune depuis 1793. Pour les communes de moins de 10 000 habitants, une enquête de recensement portant sur toute la population est réalisée tous les cinq ans, les populations de référence des années intermédiaires étant quant à elles estimées par interpolation ou extrapolation. Pour la commune, le premier recensement exhaustif entrant dans le cadre du nouveau dispositif a été réalisé en 2004.

En 2022, la commune comptait 4 090 habitants, en évolution de −5,3 % par rapport à 2016 (Yvelines : +2,72 %, France hors Mayotte : +2,11 %).
| 1793 | 1800 | 1806 | 1821 | 1831 | 1836 | 1841 | 1846 | 1851 |
| ---- | ---- | ---- | ---- | ---- | ---- | ---- | ---- | ---- |
| 371  | 506  | 540  | 486  | 481  | 535  | 540  | 555  | 566  |

| 1856 | 1861 | 1866 | 1872 | 1876 | 1881 | 1886 | 1891 | 1896 |
| ---- | ---- | ---- | ---- | ---- | ---- | ---- | ---- | ---- |
| 540  | 521  | 545  | 28   | 528  | 546  | 534  | 530  | 536  |

| 1901 | 1906 | 1911 | 1921 | 1926 | 1931 | 1936 | 1946 | 1954 |
| ---- | ---- | ---- | ---- | ---- | ---- | ---- | ---- | ---- |
| 516  | 530  | 510  | 476  | 477  | 497  | 470  | 534  | 569  |

| 1962  | 1968  | 1975  | 1982  | 1990  | 1999  | 2004  | 2006  | 2009  |
| ----- | ----- | ----- | ----- | ----- | ----- | ----- | ----- | ----- |
| 2 109 | 2 822 | 3 442 | 3 600 | 3 794 | 4 208 | 4 173 | 4 329 | 4 100 |

| 2014  | 2019  | 2022  | - | - | - | - | - | - |
| ----- | ----- | ----- | - | - | - | - | - | - |
| 4 076 | 4 150 | 4 090 | - | - | - | - | - | - |

#### Pyramide des âges
En 2018, le taux de personnes d'un âge inférieur à 30 ans s'élève à 38,7 %, soit au-dessus de la moyenne départementale (38 %). À l'inverse, le taux de personnes d'âge supérieur à 60 ans est de 20,6 % la même année, alors qu'il est de 21,7 % au niveau départemental.
En 2018, la commune comptait 2 119 hommes pour 2 086 femmes, soit un taux de 50,39 % d'hommes, légèrement supérieur au taux départemental (48,68 %).
Les pyramides des âges de la commune et du département s'établissent comme suit.
| Hommes | Classe d’âge | Femmes |
| ------ | ------------ | ------ |
| 0,5    | 90 ou +      | 0,6    |
| 6,9    | 75-89 ans    | 6,7    |
| 11,4   | 60-74 ans    | 15,2   |
| 19,3   | 45-59 ans    | 18,1   |
| 21,4   | 30-44 ans    | 22,5   |
| 17,6   | 15-29 ans    | 17,2   |
| 22,9   | 0-14 ans     | 19,8   |

| Hommes | Classe d’âge | Femmes |
| ------ | ------------ | ------ |
| 0,6    | 90 ou +      | 1,4    |
| 6      | 75-89 ans    | 7,8    |
| 13,5   | 60-74 ans    | 14,8   |
| 20,7   | 45-59 ans    | 20,1   |
| 19,6   | 30-44 ans    | 19,9   |
| 18,5   | 15-29 ans    | 16,8   |
| 21,2   | 0-14 ans     | 19,2   |

### Enseignement
Ecquevilly dépend de l'inspection académique de Versailles (académie de Versailles) et de la circonscription d'Aubergenville..
Dans la commune sont présents plusieurs établissements d'enseignement public :
- deux écoles maternelles, La Ribambelle et Jules-Ferry ;
- deux écoles élémentaires, Victor-Hugo et Jules-Ferry ;
- un collège d'enseignement secondaire, Léonard-de-Vinci, qui accueille pour l'année scolaire 2012/2013, 443 élèves venant d'Ecquevilly et des communes voisines de Bouafle, Chapet et Flins-sur-Seine[40].

### Manifestations culturelles et festivités
Journées du Patrimoine :
Depuis longtemps déjà, l'AFE, association "de Fresnes à Ecquevilly" organise des manifestations toujours très appréciées du public : expositions, promenades-visités commentées sur le passé prestigieux du village.

## Économie
- Agriculture : au recensement agricole de 2000, la commune comptait neuf exploitations agricoles, exploitant une surface de 610 hectares de SAU (surface agricole utile), soit 57 % de la surface totale de la commune. Cette SAU était consacrée quasi exclusivement à la grande culture céréalière (546 hectares de terres labourables dont 372, soit 68 %, en céréales). Aucun élevage n'est présent dans la commune. L'activité de maraîchage, encore présente au recensement de 1988, a également disparu[41].
- Petite zone industrielle et artisanale.
- Commune résidentielle.
- Transports en commun : dépôt d'autobus de la société Transdev Île-de-France Ecquevilly.

### Population active et emploi
En 2007, la population en âge de travailler (15 à 64 ans) s'élevait à 2857 personnes. Parmi cette population, les actifs (c'est-à-dire ayant un emploi ou souhaitant travailler) étaient 2074, soit un taux d'activité de 72,6 %. Parmi les actifs, 1870 avaient un emploi, soit un taux d'emploi de 65,4 %. Le taux de chômage s'élevait à 7,2 %. Un sur cinq environ (18,4 %) de ces actifs travaillaient dans la commune d'Ecquevilly, tandis que les autres avaient un emploi soit dans une autre commune des Yvelines (50,1 %), soit dans une autre département francilien (30,3 %).
Les inactifs, qui représentaient 27,4 % de la population en âge de travailler, se répartissaient en élèves, étudiants (10,7 %), retraités et préretraités (8,0 %) et autres inactifs (personnes au foyer, rentiers) (8,8 %).
La même année, la commune comptait 1816 emplois, soit un taux de concentration d'emploi (par rapport aux actifs ayant un emploi et résidant dans la commune) de 96,7 %. On comptait parmi ces emplois 1664 salariés (91,6 %) et 152 non-salariés (8,4 %).

## Culture locale et patrimoine

### Lieux et monuments

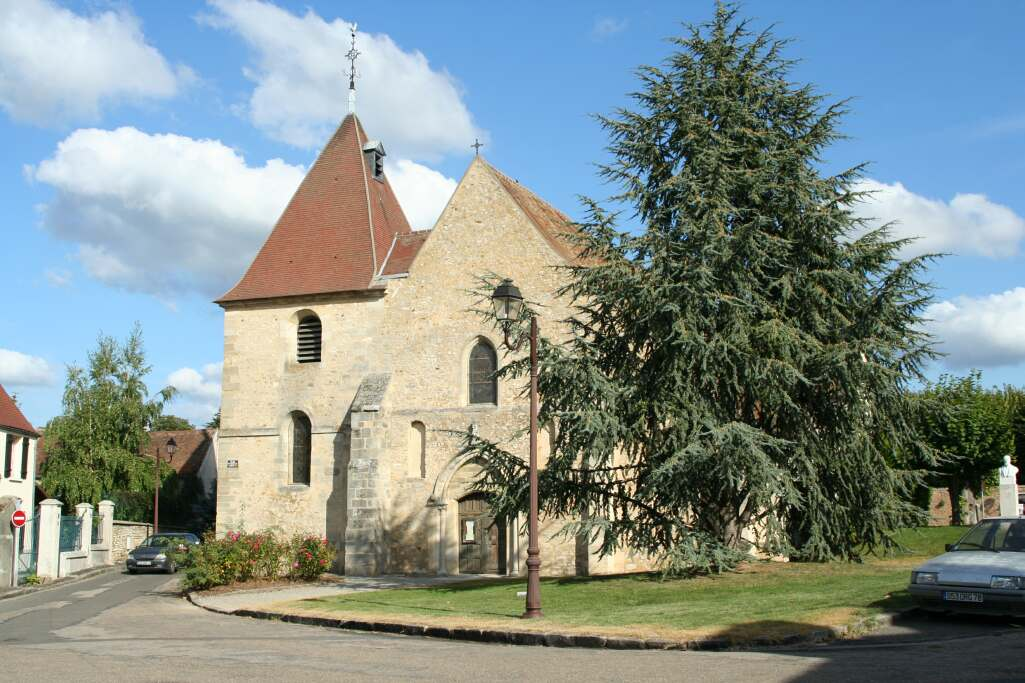
L'église Saint-Martin (XIIe siècle).

- Église Saint-Martin : église du XIIe siècle. Elle dépendait du prieuré Saint-Nicaise de Meulan, lequel relevait alors de l'abbaye du Bec-Hellouin. Elle a subi, à diverses époques des remaniements tel que celui qui ordonné par le seigneur de Fresnes fit déplacer le clocher de dessus le transept pour le reconstruire sur le côté gauche de la nef, lui donnant cet aspect de campanile. L'église subie aussi plusieurs restaurations, notamment à la suite de l'effondrement du plafond de la nef en 1818. Celle-ci a été refaite au XIXe siècle. La toiture côté nord appelle aujourd'hui une réfection urgente.
- Cimetière : autrefois situé près de l'église, le cimetière fut transféré à son emplacement actuel au XIXe siècle. Une croix restaurée en 2015, pérennise l'hommage à l'ossuaire issu du transfert de l'ancien cimetière. Parmi les chapelles du cimetière, une abrite la sépulture et perpétue la mémoire de M. Henri Purget, lequel fit édifier le château abritant aujourd'hui la mairie du village.
- Bâtiment dit la Basse-cour : ancien logis seigneurial, antérieur au château de Fresnes. Domaine privé.
- Château de Fresnes : datant du XVIe siècle, ce château situé près de l'église connut autrefois des heures fastueuses. Construit sur les plans de l'architecte Baptiste Androuët du Cerceau, après commande passée le 15 novembre 1578 par François d'O, surintendant des finances du roi Henri III, dont il était aussi l'un des favoris (mignons), François d'O y reçut plusieurs fois le roi. Le château ne survécut pas à la Révolution, abandonné et pillé, il fut répertorié comme masure et ruine en 1838.
- Vestiges du château de François d'O : malgré sa ruine puis sa disparition, il subsiste néanmoins certains vestiges intéressants des attributs qui environnaient ce château Renaissance : le châtelet ou pavillon d'entrée à la cour d'honneur, le colombier avec sa salle haute et une salle basse avec pilier central et une remarquable et rare voute en palmier, un bâtiment d'angle remanié au XIXe siècle mais qui conserve la décoration initiale de brique foncée en croisillons sur fond de briques rouges, décorant autrefois les quatre pavillons d'angle et le château lui-même (décor qui n'est pas sans rappeler celui de l'aile Louis XII du château de Blois), une partie des fossés originaux avec les soubassements des trois autres pavillons d'angle aujourd'hui disparus et enfin les caves XVIe siècle subsistantes en partie, sur lesquelles le château-mairie actuel est bâti, ainsi que quelques dépendances dites de la cour de la ferme, dont la superbe charpente XVIe est à l'original et dont le bâtiment attend une légitime restauration.
- Château d'Ecquevilly-Hôtel de Ville : les ruines du château de Fresne-Ecquevilly furent achetées au XIXe siècle par M. Baudouin qui l'a conservé jusqu'en 1864. À cette date M. Henri Purget construisit le château actuel sur l'emplacement exact du château de François d'O, plus petit que celui-ci, il en garde le style et le souvenir et sert actuellement de mairie. La mairie est encadrée de deux sculptures dues au sculpteur de Louis XIV Thibault Poissant.
- Château de Romainville (XIXe siècle) : en 1893, Henry Deutsch de la Meurthe, industriel, fit construire dans la forêt d'Ecquevilly ce qui est appelé aujourd'hui le « château de Romainville » et qui sert de gîte pour des séminaires et des réunions.
- Ferme de la Muette : ancien manoir dont une porte ancienne et un pan de mur attenant ont été inscrits monument historique par arrêté du 23 juillet 1937[42]. Domaine privé.
- Lavoirs : trois sont à dénombrer dans l'historique connu de la commune : le lavoir de Mauny, le lavoir du Perlan aujourd'hui disparus et le lavoir du Marcault ou Marco (autrefois nommé lavoir de Saint-Martin, saint patron de la paroisse) récemment restauré, il est le seul subsistant de nos jours.

### Ecquevilly et le cinéma
De nombreux films ont été tournés à Ecquevilly ; entre autres :
- Ma vie en l'air de Rémi Bezançon en 2005,
- La Neige et le Feu de Claude Pinoteau en 1991,
- Les Risques du métier d'André Cayatte en 1967,
- Tintin et les oranges bleues de Philippe Condroyer, en 1964,
- Le Jour le plus long de Ken Annakin et al. en 1962.

### Associations
- ASAH : association humanitaire qui coorganise le Salon des solidarités à Paris ;
- La Gerbe : association humanitaire et boutique du commerce équitable ;
- Comité des Fêtes ;
- Amicale des Anciens ;
- Association de Fresnes à Ecquevilly A.F.E. : association patrimoniale sur l'histoire de la ville d'Ecquevilly, ex-marquisat de Fresnes et d'Ecquevilly ;
- Association Horizons : association de footballeurs citoyens ;
- Association portugaise d'Ecquevilly : festas, saidas, viagens, acções desportivas ;
- Le Centre d'aide par le travail « Le petit parc »[43] ;
- Association Mosaïque[44] ;
- BEC, Boules Ecquevilly club : association de boules lyonnaises ;
- L'Accroche Notes : chorale ;
- Les Amis de la Chasse ;
- SOS Minous Libres ;
- ASELE (Association socio-éducative et loisirs d’Ecquevilly) ;
- ASELE photos ;
- ESCE culturelle ;
- ESCE Modern jazz ;
- Ecqu'I'Libre : chant, hip-hop, théâtre, baby-hop, pom-pom girls, baby gym, claquettes.

### Personnalités liées à la commune
- François d'O, marquis d’O, seigneur de Fresnes et de Maillebois, né en 1535 à Paris où il est mort le 24 octobre 1594. Surintendant des finances du roi Henri III, il fit bâtir le château de Fresnes en 1578 par l'architecte royal Baptiste Androuët du Cerceau.
- Dame Jeanne Brulart, veuve de Pierre Hennequin, acquiert le château et titre de Fresnes en 1607. La famille Hennequin, marquis de Fresnes puis d'Ecquevilly, y régneront pendant près de deux siècles.
- François Quesnay, né le 4 juin 1694 à Méré et mort le 15 décembre 1774 à Versailles, est un médecin et économiste français, penseur du roi Louis XV et l'un des fondateurs de la première école en économie, l'école des Physiocrates. Il est l'auteur du Tableau économique (1758), qui est la première représentation schématique de l'économie. Il fut un médecin du roi Louis XV et de madame la marquise de Pompadour à qui il dédia son Traité des Fièvres Continues publié en 1753. Il fit une partie de ses études chez le chirurgien du marquis de Fresnes. Il commença sa carrière à Mantes et devient chirurgien royal en 1723.
- Henry Deutsch de la Meurthe (1846-1919), ingénieur de l’École Centrale, entrepreneur, il acquit à la fin du XIXe siècle le domaine de Romainville et y fit construire le « château », manoir de style anglo-normand. Il fit bénéficier la commune d'Ecquevilly de son influence pour améliorer les infrastructures[45].
- Suzanne Deutsch de La Meurthe (1892-1937), troisième fille du précédent, résida au château de Romainville, œuvra aussi pour la commune.
- Lise Tréhot (1848–1922), modèle d'Auguste Renoir entre 1866 et 1872.
- Ferland Mendy (1995-), footballeur international français qui évolue au poste d'arrière gauche au Real Madrid. Il a grandi et joué à Ecquevilly.
- Mathis Grillet, ingénieur à l'Université Paris-Saclay, est originaire d'Ecquevilly,

### Héraldique
| Armes d'Ecquevilly | Les armes d'Ecquevilly se blasonnent ainsi : Parti, au premier d'hermine, au second vairé d'or et d'azur, au chef denché de gueules brochant chargé d'un lion léopardé d'argent Ce blason combine celui de la famille Hennequin (vairé d'or et d'azur au chef de gueules chargé d'un lion léopardé d'argent) et celui de la famille d'O (d'hermines au chef denché de gueules). | Blason de la famille d'O |

| Hennequin d'Ecquevilly | Ecquevilly possède des armoiries dont l'origine et le blasonnement exact ne sont pas disponibles. |